# アロハ航空243便事故
座標: 北緯20度32分24秒 西経156度16分48秒 / 北緯20.54000度 西経156.28000度
アロハ航空243便事故（アロハこうくう243びんじこ、英: Aloha Airlines Flight 243）は、1988年4月28日にハワイ諸島で発生した航空事故である。
アロハ航空のボーイング737型機がヒロ国際空港からホノルル国際空港へ向けて飛行していたところ、胴体の前方上部が突然分離した。幸い操縦が可能であったため、緊急降下を行いマウイ島のカフルイ空港に緊急着陸した。しかし空中で外に投げ出され行方不明となった客室乗務員1名が死亡と認定。残りの搭乗者93名全員は奇跡的に生還を果たした。
事故調査の結果、事故機の胴体には無数の疲労亀裂があり、飛行中にそれらが急速に拡大・結合したことで胴体が分離したと推定された。事故機は世界中の737型機で2番目の経年機で、亀裂が発生し見逃された背景として設計や整備に関する多くの問題点が浮き彫りになった。
本事故を受けてアメリカ合衆国では全機疲労試験（実機の全構造を使って行う疲労試験）が義務化されるなど各種法制度が強化され、経年機の安全対策が進んだ。

## 事故当日のAQ243便

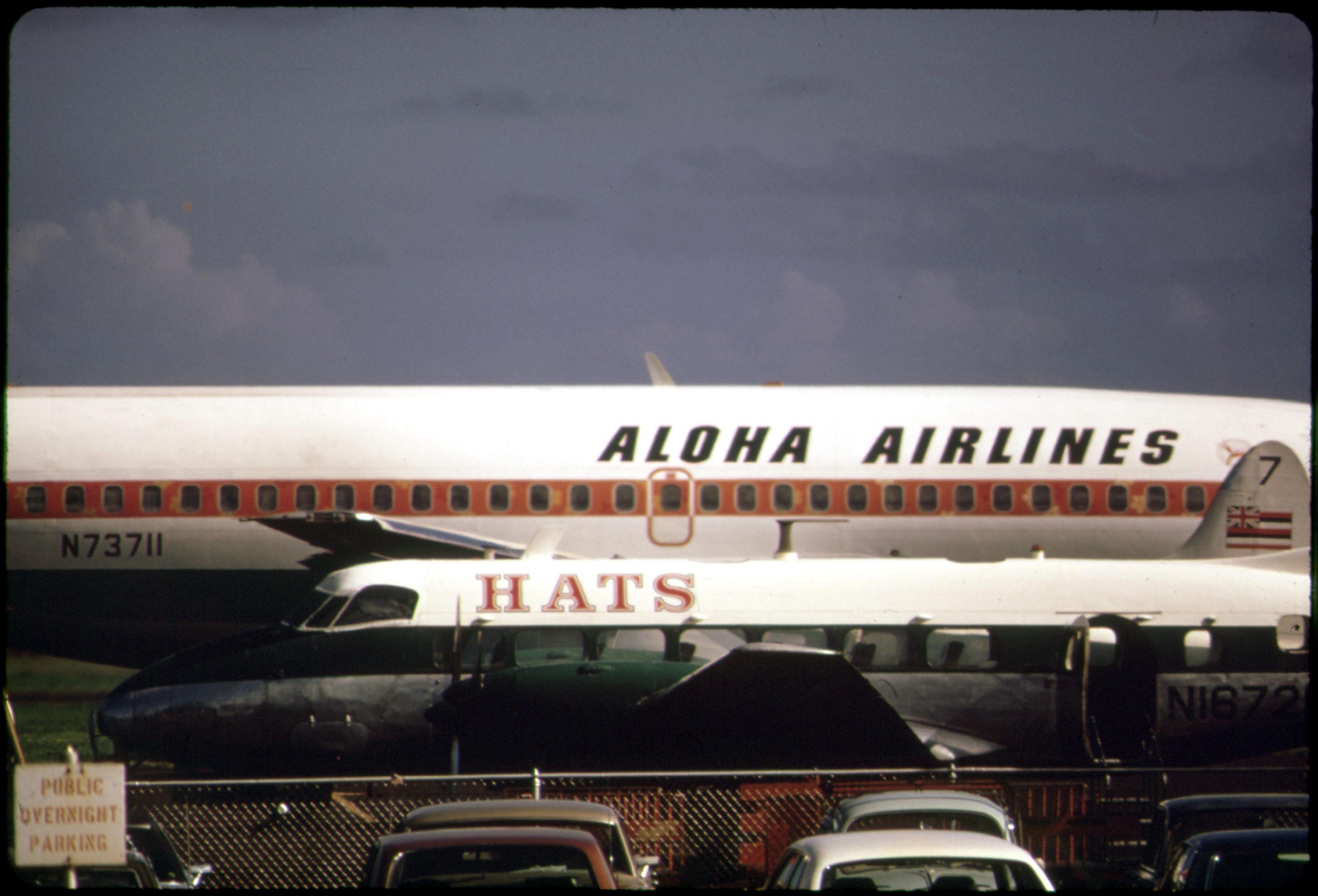
1973年に撮影された事故機（写真奥）

アロハ航空はハワイの島々を結ぶ短距離路線を高頻度で運航していた。アロハ航空243便（以下、AQ243便と表記）もこのようなハワイ諸島内の定期便の一つだった。
当時、アロハ航空の運航機材は11機で、いずれも双発ジェット旅客機のボーイング737型機だった。1988年4月28日のAQ243便には機体記号「N73711」の機体が充てられた。この飛行機は1969年5月に新造機として納入され、事故までの飛行時間は3万5496時間、飛行回数は8万9680回と世界の737型機の中で2番目の経年機だった。
事故当日の当該機は午前中に6便の飛行を行い、11時にオアフ島のホノルル空港で副操縦士が交代した。その後ホノルルからマウイ島のカフルイ空港へ、さらにそこからハワイ島のヒロ空港へ飛行した。ここまでの飛行では機体に異常は確認されなかった。そのまま同じパイロットでAQ243便としてホノルルに向かうことになっていた。
この便の機長は44歳の男性で、1977年5月に737型機の副操縦士としてアロハ航空に採用され、1987年6月に機長に昇格した。総飛行時間は8,500時間で737型機の飛行時間は6,700時間、そのうちアロハ航空の機長としては400時間の飛行経験があった。
副操縦士は37歳の女性で、1979年6月にアロハ航空に採用された。総飛行時間は8,000時間、そのうち737型機の飛行時間は3,500時間だった。
当該便には客室乗務員3名と乗客89名が搭乗していた。それに加えて連邦航空局 (FAA) の航空交通管制官がコックピットの補助座席に同乗していた。

## 事故の経過

### 異常発生
ハワイ標準時13時25分、AQ243便はホノルルへ向けてヒロ空港を出発した。副操縦士が操縦を担当し、有視界飛行条件下で飛行した。
離陸して順調に上昇したAQ243便は、予定の飛行高度2万4000フィート（約7300メートル）で水平飛行に移った。その直後の14時（ハワイ標準時）頃、大きな破壊音とともに胴体の前方上側の外壁が吹き飛んだ。機長が振り返るとコックピットのドアがなくなっていて、客室の天井があるべき所に空が見えた。減圧への対処として両パイロットとFAAの同乗者は酸素マスクを着用した。コックピットは激しい風騒音に襲われ、パイロット間のコミュニケーションは手信号（ハンド・シグナル）で行われた。
減圧が発生した際の通常手順は、可能な限り速やかに高度を落とすことである。機長は即座に操縦を取って代わり、スピードブレーキを使用して緊急降下を開始した。降下時の速度は指示対気速度 (IAS) で280ないし290ノット（時速約519 - 537キロメートル）だった。機長によると「舵が効きにくい傾向があった」ものの操縦は可能であった。
減圧発生時にシートベルト着用サインは点灯中で、乗客は全員着席していた。客室乗務員の一人は座席5列目の辺りに立っていて、目撃した乗客によると胴体左側の穴から瞬時に外に吸い出された。2列目に立っていた客室乗務員は破片が頭に当たり床に倒れた。彼女は重度の脳震盪と頭部裂傷を負った。15列から16列目にかけて立っていた客室乗務員は、床に倒されて軽度の打撲を負った。彼女は床を這いながら通路を移動して乗客を落ち着かせた。
乗客は座席から身動きできなくなった。外壁が失われたことで乗客の眼前に空が、眼下には海が広がった。倒れた客室乗務員が飛ばされないように、周囲の乗客は手を伸ばして掴んだ。乗客同士で体を支え合う場面もあった。死を覚悟して家族宛に別れのメッセージを書きつけた乗客もいた。
機長は乗客用の酸素マスクを作動させたものの、胴体分離に伴い客室への配管が破壊されて、乗客は酸素供給を受けることはできなかった。

### 地上との交信
副操縦士は、緊急事態を意味するコードであるスコーク7700をトランスポンダにセットした。これにより、管制用のレーダー上に緊急事態であることが表示される。次いで彼女はホノルル航空交通管制センターへ通信し、マウイへ進路変更する旨を伝えようとした。しかし、騒音のせいで無線の返信を聞き取ることができなかった。レーダー上でスコーク7700を確認したホノルル管制センター側も、何度もAQ243便に交信を試みたが成功しなかった。管制官がレーダー上でスコーク7700を確認した時、AQ243便の位置はマウイ島のカフルイ空港から南南東約23海里（約43キロメートル）だった。
事故機の高度が1万4000フィート（約4300メートル）を下回ったところで、副操縦士は無線の周波数をマウイ管制塔に切り替え、交信に成功した。13時48分35秒、彼女は急減圧が発生したと伝え、緊急事態を宣言し、救急車や消防車などの緊急機材が必要だと伝えた。管制塔の担当者は、空港のレスキュー部門に緊急事態の連絡を入れた。次いで、マウイ管制塔は、AQ243便にトランスポンダを変更するように要請し、同機はこれに従った。これはAQ243便がマウイの管制下にあることを示すためだった。
ほぼ同じ頃、ホノルル管制センターとマウイの進入管制の間でも連絡が取られ、AQ243便がマウイに向けて進路変更する旨が共有された。

### 空港へ
高度1万フィート（約3,000メートル）に近づいたところで事故機は減速を開始した。これは航空交通管制に従った通常の運航手順である。
高度が下がったので機長は酸素マスクを外し、カフルイ空港へゆっくり旋回を開始した。速度が指示対気速度で210ノット（およそ時速389キロメートル）を下回ったところで、乗員は口頭で会話できるようになった。副操縦士は、放送装置やインターフォンで客室との連絡を試みたが、客室から応答を得ることはできなかった。
機長は、進入のための経路変更時に機首のヨーイングを感じ、左翼のエンジンが故障していると判断した。13時51分、彼はこのエンジンの再始動を試みたが、エンジンは応答しなかった。
機長の指示により、副操縦士は降着装置を降ろした。主脚は降りてロックが確認されたものの、前脚は降りたことを示す表示灯が点灯しなかった。続けて手動による脚下げを試みたが、正常と異常を示す表示灯はいずれも点灯しなかった。手動でもう一度試みたところで脚下げ作業を切り上げた。補助席が塞がっていたので、のぞき穴からの確認も行われなかった。機長は、一刻も早く着陸することを優先した。
ここまでに副操縦士は管制塔との交信を重ね、客室との連絡が取れないことと、前脚が使用できない可能性があることを伝えた。併せて彼女は、全ての緊急機材が必要だと繰り返し告げた。
空港まで残り4海里（約7キロメートル）の地点で事故機は通常の降下経路に乗った。

### 着陸
13時58分45秒、AQ243便はカフルイ空港の滑走路02に着陸した。前脚と主脚は正しく下りてロックされていた。機長によると、着地と着陸滑走は正常に行われた。動いていた右エンジンの逆推力装置とブレーキにより機体は滑走路上に停止した。火災は発生しなかった。
直ちに緊急脱出が行われ、待機していた空港のレスキュー隊が重傷者の救助にあたった。ただし、事故機から要請されていたにも拘らず、着陸の時点では救急車が到着していなかった。この点は、空港側の対応が不十分だったと後に事故調査報告書で指摘されている。
搭乗者95名のうち客室乗務員1名と乗客7名が重傷、乗客57名が凍傷を伴うものの軽傷だった。空中で吸い出された客室乗務員1名は、海上の捜索で発見されず死亡と判定された。

## 乗員の対応に関する評価
航空機の安全運航のために、あらかじめ様々な緊急事態を想定して対策や訓練が行われる。しかし本事故は、想定されたあらゆる緊急事態のシナリオを超えた酷さだった。そのような状況でパイロットは、多様な緊急事態をうまく制御して安全な着陸に成功した。後に発行された事故調査報告書では、事故機の生還はパイロットの日頃の訓練とエアマンシップを裏付ける成果だと評価し、客室乗務員の行動も模範的であり高く賞賛されると述べている。
ただし同報告書では、急減圧発生後に急降下したことは問題だったと指摘した。機体構造が完全でないと疑われる場合は、可能な限り速度を抑えて構造への負荷を避けるべきと運航マニュアルに記されていたが、パイロットは該当するチェックリストを実行せず降下速度を設定していた。
また、同報告書では、航空交通管制が事故機に周波数変更を要求したことにも懸念が示された。周波数変更時に事故機と通信が途絶する危険性があるほか、乗員の負荷をできるだけ抑える対応が必要だとした。

## 事故調査
米国の国家運輸安全委員会 (NTSB) が事故調査にあたった。
当初、爆発物の使用も疑われたが爆破にしては人的被害が少なかったことから、その可能性は早々に否定された。
海上捜索では復元可能な機体の残骸は発見できなかった。事故調査委員会は、カフルイ空港に残っていた事故機とアロハ航空の記録類を中心に調査した。
事故機のコックピット・ボイス・レコーダー (CVR) とフライト・データ・レコーダー (FDR) も分析された。FDRの記録を確認した結果、胴体破壊後の対気速度が異常値になっていたが、それ以外は正常なデータを取得できた。CVRからはコックピットの音声記録を取得できた。

### 胴体の基本構造と破壊の程度

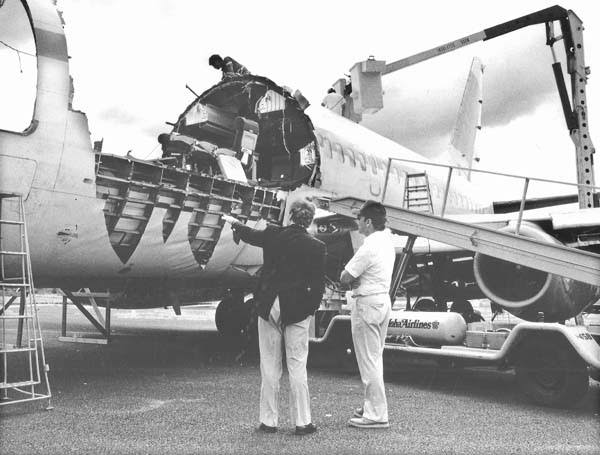
左側から見た事故機。客室床面から上側の胴体外板が失われている

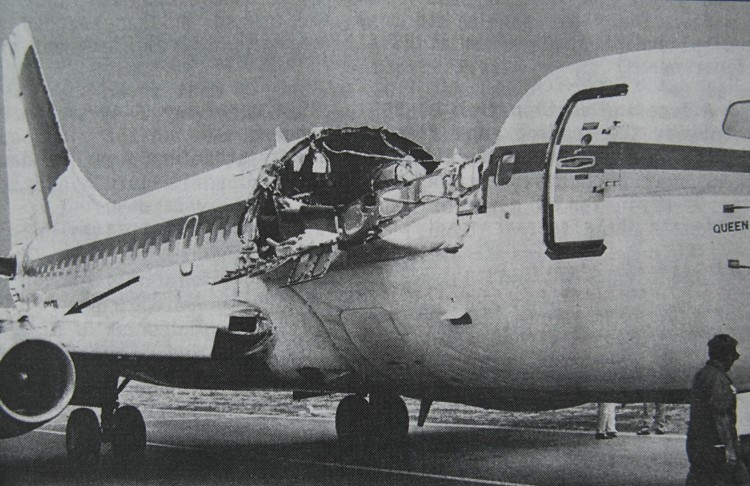
右側から撮影した事故機

737型機の胴体断面を背面から見た模式図。「S-数字」はストリンガー（縦通材）の番号を示し末尾の一文字は左 (L) と右 (R) を表す。事故機ではS-17LからS-10Rまでが失われた。

胴体の吹き飛んだ区画はセミモノコック構造である。セミモノコック構造とは、円周方向のフレーム（円框）と前後方向を繋ぐストリンガー（縦通材）で籠状の骨格を構成し、これに薄い外板パネルを取り付けたものである。
胴体外壁の喪失範囲は、前後方向には前方搭乗口の後ろから主翼手前までの18フィート（約5.5メートル）、円周方向には左床面から右窓に及び、上部の構造はほとんど失われていた。残っていた右側の床から窓の部分は、外側に90度以上曲がるなど大きく変形していた。主翼や尾翼、エンジンに飛散した破片が当たった跡が多数確認されたほか、一部は右主翼に食い込んでいた。外板以外にも床の構造が大きく損傷し、左エンジンの制御索も破断するなど機体各部が損傷していた。

### ラップ・ジョイントの亀裂

常温接着によるラップジョイントの模式図。上下のパネルの端を重ねて接着（赤線部）し、3列のリベット（青）が打たれる。外側のパネルには鋭角部 (Knife edge) があり、ここに応力が集中する。なお図中の縮尺は実際とは異なる。

737型機の胴体外板パネルはアルミニウム製で、上下の隣り合うパネルはラップ・ジョイント（重ね継ぎ）で接合されていた。ジョイント部では、板同士を3インチ（約7.6センチメートル）ずつ重ねて接着し、その上から3列のリベットが打たれた。
接着方法として、事故機の製造時には常温接着 (Cold Bonding) が用いられた。しかし、その後、常温接着には製造時の品質管理に難点があることが判明した。不十分な接着部が剥離してそこに湿気が入り腐食を生じることが確認された。ボーイング社は、この事故に先立つ1972年に常温接着の利用を中止し、以降の生産機では、もっと気密性の高い方式に改めていた。

### 与圧荷重による破壊
搭乗者の安全と快適を確保するため、多くの航空機と同様に737型機の胴体は与圧されている。与圧とは、高空を飛行中に室内の気圧を高めることである。与圧された胴体は、内外の圧力差によって風船が膨むように外向きに強い荷重がかかる。与圧の荷重は地上の気圧下では消失する。したがって、飛行するごとに、一回ずつ与圧荷重が繰り返される。
旅客機の円筒形の胴体の場合、与圧による荷重は外板の円周方向にかかる。737型機のラップ・ジョイントでは、その荷重を主に接着で受け持つよう設計されていた。もしも接着が剥離すると、すべての荷重はリベットにかかる。737型機のラップ・ジョイントで用いられた枕頭リベット（頭部を埋め込むようにしたリベット）は機体表面を滑らかにでき空気力学面で有利だが、リベット孔に鋭角部があって、ここに応力が集中する。最大応力がかかるのは、外側に重ねられたパネルで3列のリベット列のうちの最上段の列だった。
与圧の繰り返しによって応力が繰り返され、やがて疲労亀裂が発生する。円周方向にかかる与圧荷重は、円筒軸方向に亀裂を成長させる。複数のリベット孔で発生した亀裂は与圧の繰り返しとともに成長し、やがて合体して大きな亀裂となる。このようなメカニズムによって737型機のラップ・ジョイントでも疲労亀裂が発生し成長したと推定された。

### どこから破壊が始まったか
事故機の残存部を調査した結果、破壊の起点は残っていないことが分かった。そこで事故調査委員会は、過去の急減圧事故から得た知見を参照しつつ機体の変形状況を分析して起点を推定した。
その結果、左の第10ストリンガー (S-10L) 沿いから胴体分離が始まったと結論された。推定された破壊過程は次の通りである。多数の疲労亀裂が飛行中に急速に結合し、S-10L沿いで胴体外板が一気に裂けた。そして、上部外板が上に引っ張られ空気力荷重で吹き飛んだ。
事故後に乗客への聞き取りを行ったところ、亀裂を目撃した女性客が一人見つかった。この目撃者は事故機に乗り込む際に、横に15センチメートルほど伸びた亀裂がほぼ目線の高さにあるのに気づいた。亀裂があった場所は、まさに破断の起点と推定されたS-10Lのリベット列だった。彼女は身長が150センチメートル弱で乗客の中では背が低かったことから、たまたま亀裂が目に入ったのである。彼女は他の人も気づいていると思い、乗員や地上職員に亀裂の存在を伝えなかった。

### フェイル・セーフ
737型機の構造は、型式証明を取得した当時のフェイル・セーフ設計基準を満たすよう設計されていた。このフェイル・セーフの要求では、構造の一部が損傷しても残りの構造で安全を確保し、その損傷は容易に発見され修復されることが求められた。
この要求を満たすため、亀裂の成長を一定範囲に留める補強材（ティア・ストラップ）が胴体外板に貼り付けられていた。補強材を一定間隔に配置して外板に格子状の区画を作る。円筒軸方向に亀裂が成長すると、ストラップにより区画内の応力分布が変化して亀裂の成長方向が円周方向に変わる。すると、缶の蓋をあけるように外板がめくれ上がり、与圧の空気はそこから放出され穏やかな減圧が起きる。この減圧は胴体の残留強度に影響を与えない程度であり、めくれた外板も容易に発見できると考えられていた。
737型機の場合は開発時に試験が行われ、胴体外板に40インチ（約1メートル）の亀裂が生じても、亀裂が2区画内に留まり穏やかな減圧が起きることが実証されていた。
しかし、この基準は737型機が型式証明された1967年当時のもので、広範に無数の亀裂が生じてそれらが結合することまでは考慮されていなかった。事故機では複数の区画で同時多発的に疲労亀裂が生じたことでフェイル・セーフが機能しなかった。また、737型機の疲労試験には胴体全体ではなく、かまぼこ状の上半分の構造のみが用いられた。
事故機の残存部やアロハ航空の残りの737型機を調査した結果、リベット周辺から多数の疲労亀裂が発見されたほか、ティア・ストラップの接着不良があったことも確認された。事故調査委員会は、事故機にはティア・ストラップが機能しなくなるほどの疲労亀裂があったかティア・ストラップが剥離していた、あるいはその両方が発生していたと結論付けた。

### 耐空性改善命令
本事故以前にボーイング社は、常温接着の不良や腐食による疲労亀裂が発見されたとの報告を得ていた。それに対して同社は、737型機に関する技術情報（サービス・ブリティン [service bulletin]、以下SB）を複数発行した。最初のSBが1970年に発行され、その後、改版等を重ねつつ外板の検査および修理が指示された。さらに3機の737型機で外板パネルに複数の疲労亀裂が発見されたことから、1987年8月に緊急性の高いアラート (Alert) SBに改められた。
これを受けて1987年11月2日に米国の連邦航空局 (FAA) は、強制力のある耐空性改善命令 (AD) を発行した（番号：AD87-21-08）。このADでは、急減圧を予防するためにラップ・ジョイントの目視点検を行い、亀裂が見つかった場合にはパネル全長にわたってリベット列周囲を渦電流検査をすることを要求した。ところが、アラートSBでは12か所のラップ・ジョイントを検査対象とされていたのに、ADで検査すべきとされたのは胴体上部の2か所のみだった。

### なぜ亀裂が見逃されたか
アロハ航空は、所有機に対してADに従って指定されたラップ・ジョイントの点検を実施した。しかし、それが確実に実施されたのかは疑わしかった。アロハ航空の整備担当者は渦電流検査を実施したと証言したが、検査記録は残っていなかった。
さらに、このADの指示にも問題があった。亀裂が発見された場合の対処指示が不明確で、複数通りに解釈できるものだった。ADの本来の意図は、亀裂のあったパネルのリベット列全体を交換することだった。しかし、アロハ航空は亀裂が見つかった孔のみリベットを交換すればよいと解釈して修理した。外板を外した際に胴体が変形しないよう保持しつつ、一つ一つリベットを打ち直すのは非常に労力を要する作業だった。
実際に事故機では、ADで指定されたラップ・ジョイントの一部が修理されていた。ところが、事故機の破片を調査したところ、修理されずに残っていた疲労亀裂がラップ・ジョイントから多数発見された。
なぜ、亀裂が見逃されたのか。事故調査委員会は、大きく二つの要因を指摘している。
一点目は作業が非常に単調であったことである。例えばADで指示された検査の場合、検査員は命綱をつけて胴体上部に上り、塗装された胴体表面にある約1,300か所のリベットを照明の明かりで一つ一つ丁寧に目視確認する必要があった。これは非常に退屈な作業であった。そして、亀裂が見つかればパネル1枚あたり約360か所のリベットを渦電流検査する必要があった。事故調査報告書は、このような作業には人間の肉体的、生理的、心理的限界があるのは明白だと述べている。
二点目は、人体の概日リズムの影響である。航空会社の検査は大抵夜間や早朝に行われるが、これは人間のパフォーマンスを下げることが知られている。
事故調査報告書は、作業時間の長さや退屈さ、孤独な作業環境、睡眠不足や不規則なスケジュール、そして概日リズムの影響をもっと考慮する必要があったと指摘し、微細な欠陥を見つけるために多数の反復作業を作業者に強いる非破壊検査のあり方は改善が必要だとした。

### 整備の実態
アロハ航空の機体は、熱帯の島嶼部を飛行することから湿気や塩分に曝されやすく、腐食への配慮が特に必要であった。しかし、事故調査においてアロハ航空は、ボーイング社の腐食防止マニュアルに忠実に腐食検知・防御プログラムを実施したという証拠を示せなかった。
さらに、アロハ航空が実施していた通常整備について、事故調査委員会は以下の三つの問題点を指摘した。
- 構造検査の間の飛行回数が多いこと
- 検査間隔が長く、その間にラップ・ジョイントの剥離や腐食が進行し疲労が蓄積しうること
- 構造検査が非常に細分化されて実施されていたこと

ボーイング社は、737型機のMPD (Maintenance Planning Document)の中でDチェック（いわゆるオーバーホールに相当する構造検査）を2万時間飛行する毎に実施するよう推奨していた。これに対してアロハ航空はDチェックの間隔をこれより短い1万5千時間とし、FAAもこれを承認した。
しかし、疲労亀裂の成長に大きく影響するのは飛行回数であり、アロハ航空はそのことを十分認識していなかった。ボーイング社は、1時間あたりの飛行回数を1.5回として検査間隔を算出したが、短距離を高頻度で運航するアロハ航空の場合、飛行回数は1時間あたり約3回に達した。

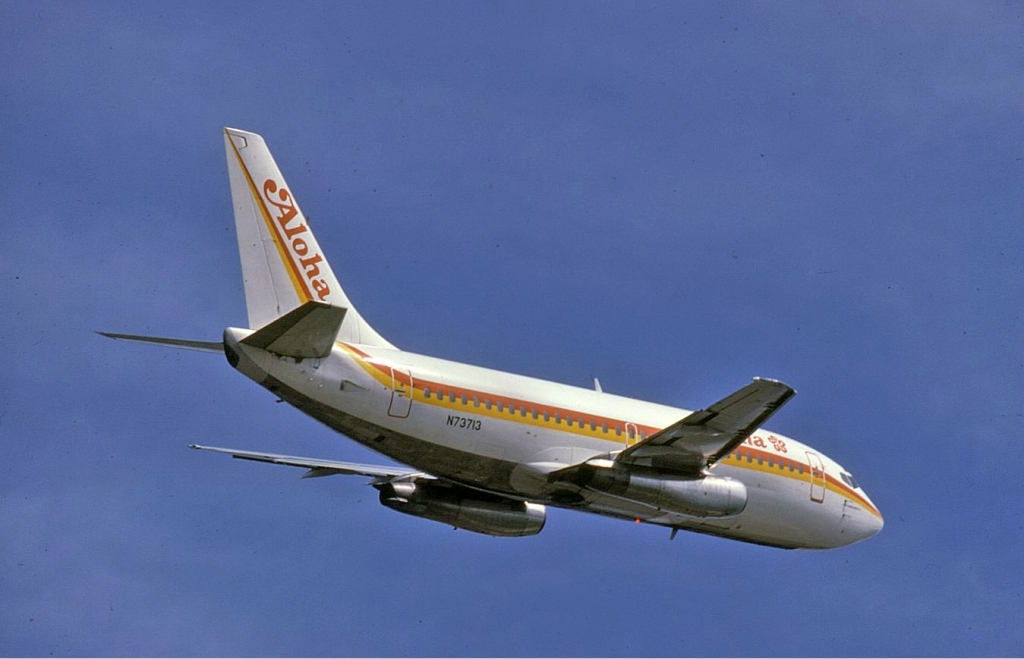
アロハ航空のボーイング737-200（機体記号N73713、当時世界で3番目に飛行回数が多かった737型機である）

同社路線の飛行時間は平均20分で、繁忙期には1機で1日15便を飛行していた。事故機は、737型機のなかで世界第2位の飛行回数であったが、第1位から第3位までがアロハ航空の機体で、同社の機体は特に飛行回数が多かった。短距離ゆえ飛行高度が低く与圧の負荷が小さいことを考慮しても、飛行回数で見たアロハ航空の検査間隔は、ボーイング社の想定よりも著しく長かった。
アロハ航空は機体の稼働率を上げるため、Dチェックを52分割していた。同社は予備機を持っておらず、夜間や早朝の限られた時間に細切れにして整備を実施していた。事故調査委員会は、このように細分化してしまうと機体全体の状態を総合的に判断できないと指摘している。さらに報告書では、FAAが十分な評価をせず同社の検査方法を承認したと指摘している。

### アロハ航空の管理体制
一般に大きな航空会社は、エンジニアリング部門を持っている。エンジニアリング部門は、SBやADの精査、機材の損傷状況の評価、整備計画の要件の確立などといった機体の修理や整備の技術面の責任を担う。また、自社の検査業務や品質保証業務を監視する役割も持つ。
事故当時、他の小規模な運航者と同じくアロハ航空にはエンジニアリング部門がなく、同社では品質保証部門がその役割の一部を担っていた
アロハ航空の737型機には、腐食と亀裂の修理が繰り返し行われていた。事故機の胴体の修理回数は20回を超えていた。機材の状態把握が不十分な場合に、このような修理の繰り返しが生じうる。そして、度重なる小規模修理は、フェイル・セーフ性に悪影響を与えうる。事故報告書は、「この種の評価は品質保証部門や整備部門の専門性を超えており、資格を持つ技術者が担うべきだ」と指摘している。そして、同報告書は、「航空機の構造の完全性を維持する責任を果たすための十分な人員や専門知識、教育訓練体制をアロハ航空の整備部門は有していなかった」と述べている。
アロハ航空の整備を監督していたFAAの検査官は、同社に問題があることを認識して、改善すべきと考えていた。しかし、この検査官は同時に、中国・台湾・フィリピンを含む太平洋地域の全9社と7工場を担当していて、高い業務負荷にさらされていた。そして、当時のFAAの監督体制は十分に体系化されておらず、検査官個人の能力や誠実さ、意欲に依存していたと調査報告書は指摘している。さらに、ボーイング社とアロハ航空が737型機の経年化について情報交換をしていたにも拘らず、この検査官はその場から排除されていた。

### 推定原因
1989年6月14日に事故調査報告書が発行された。報告書では事故原因を以下のように結論付けた。

## 事故機のその後
事故機は、事故調査とその後の検査を受けた結果、経済的修理の範囲を超えていると判断され廃棄された。

## 事故後の対策
本事故が起きる少し前から、経年機の増加が懸念され、同時多発的な微小亀裂の危険性を指摘する声が専門家から上がっていた。その危惧が現実のものとなったことで、本事故は経年機対策を抜本的に見直すきっかけとなった。機種を問わず国を超えて、航空機メーカー、行政、航空会社を巻き込み、本事故の教訓は広く水平展開されることとなった。
本事故に関してNTSBは合計21件の勧告を出した。内訳はFAAに対するものが17件、アロハ航空に対して3件、航空会社の業界団体 (Air Transport Association) に対して1件である。主な勧告に対する改善策を以下で概説する。
勧告の一つとしてNTSBは、整備プログラムに含めるべき総合的な腐食対策モデルを立案するよう求めた。これを受けて、FAAはジェット旅客機11機種それぞれに対して総合的な腐食対策プログラム (Corrosion Prevention and Control Program; CPCP) を義務付けるADを発行した。この腐食対策プログラムでは、腐食管理を必要とする全ての重要構造部材に対して時期を定めた点検を実施することと、腐食防止のための整備作業として洗浄、腐食除去と修理、耐蝕塗料の塗布といった内容が定められた。さらに、1993年には新機種のための整備プログラム作成指針 (MSG-3) が改正されてCPCPの考え方が組み込まれた。MSG-3は、欧米の航空会社や規制当局、メーカーなどが参加して策定・改定されている指針である。
これまで述べたとおり、与圧機の胴体外板に生じた亀裂は、危険が生じる前に容易に発見できると考えられてきた。したがって、経年機のためにメーカーが策定した特別検査指示書 (Supplemental Structural Inspection Document; SSID) において737型機の胴体外板は特別な検査は不要とされていた。しかし、本事故や過去の遠東航空103便墜落事故によって、腐食や疲労による広範な損傷がある場合には、容易に発見できるとする想定が成り立たないことが明らかとなった。そこで、NTSBは、SSIDにおける重要構造部材の分類を是正するようFAAに勧告し、胴体外板を含む構造部材の扱いが改められた。
コメット連続墜落事故以後、全機疲労試験（実機の全構造を使って行う疲労試験）は、その重要性と必要性が認識されていたものの、法的には義務付けられていなかった。本事故を受けてNTSBは、経済寿命の2倍以上に相当する全機疲労試験をジェット旅客機の各機種に対して実施するよう求めた。その上で、得られた試験結果や解析結果に基づき同時多発損傷に対する検査プログラムをメーカーに策定させるようFAAに勧告した。これを受けてFAAは規則を改定し、設計運用目標 (Design Service Goal) の2倍以上の期間にわたって広域疲労損傷が生じないことを全機疲労試験で実証することを必須とした。
これら以外の勧告について、一件を除いてNTSBは対策を受け入れた。唯一不可とされた対策案は、飛行回数と飛行時間の関係がメーカーの想定 (MPD) と大幅に異なる運航者を見極め、各社の整備プログラムを適切に是正するよう求めた勧告に対するものである。FAAが立てた対策案をNTSBは不十分としている。

## 異説
元ボイラー検査官のマット・オースティンは、本事故を独自に調査し流体ハンマー現象が生じたという説を提唱している。
彼の説によると、まず胴体に10インチ（25センチメートル）四方の穴が開き、そこから噴出する気流に客室乗務員が吸い込まれたとする。そして、この客室乗務員の体が胴体の穴を塞ぎ、空気の流れが堰き止められて瞬間的に高圧が生じたことで、流体ハンマー現象による胴体破壊が発生したという。
この説について尋ねられた当時のNTSB長官は、オースティンの説明は筋道が立っていて流体ハンマー現象がいかに破壊的かという点は否定しないが、客室乗務員の体が穴を塞いだというのは憶測に過ぎず、実際にそのような現象が起きたとはNTSBは考えていないと述べている。

## 映像作品
米国のテレビ局CBSが、本事故を主題としたテレビドラマ『Miracle Landing』（邦題：奇跡の243便）を制作し、1990年2月に放映した。ただし、劇中では航空会社名がアロハ航空ではなく架空の「パラダイス航空」 (Paradise Airlines) に変更されている。
また、ナショナルジオグラフィック制作のドキュメンタリーシリーズ『メーデー!:航空機事故の真実と真相』では、第3シリーズ第1話「Hanging by a Thread」および第6シリーズ第1話「Ripped Apart」で本事故が取り上げられている。